# Чёрт с портфелем
«Чёрт с портфелем» — советская сатирическая кинокомедия.

## Сюжет
Журналист областной газеты «Радуга» Михаил Макаров, бесстрашный автор обличительных фельетонов, принципиальный борец с разгильдяйством и бесхозяйственностью, остро критикует главного редактора, не пропускающего в печать или урезающего его скандальные статьи из-за недостатка фактов.

Как-то покупая на рынке картошку, Макаров знакомится с молоденькой продавщицей, которая предлагает ему собрать в её колхозе критический материал для очередного фельетона. Отправившись в редакционную командировку и убедившись на месте во всех фактах о гниющем рекордном урожае картофеля, воодушевлённый журналист готовит разгромную статью. Но, неожиданно оказавшись на короткое время на месте своего начальника и столкнувшись с реальной бюрократией в плановом хозяйстве различных ведомств, Макаров меняет своё мнение.Вернувшийся редактор объясняет растерянному журналисту, как нужно действовать для того, чтобы критика была эффективной, и газета выходит с критическим материалом.

## В ролях
- Николай Волков — Михаил Иванович Макаров, журналист
- Лев Дуров — Василий Петрович Солдатов, главный редактор газеты
- Надежда Румянцева — Маша Фёдорова, колхозница
- Савелий Крамаров — Петя Лихов, колхозный шофёр
- Юрий Медведев — Семён Семёнович Федулов, начальник районной заготовительной конторы
- Майя Булгакова — Ляля, Любовь, жена Федулова
- Павел Винник — Пантелеймон Евлампиевич Иванов, председатель колхоза «Весна»
- Павел Шпрингфельд — Евгений Евгеньевич, редактор
- Константин Худяков — Пушницын, журналист
- Владлен Паулус — Василий Шишков, сотрудник отдела писем
- Вера Ивлева — Нюра
- Мария Виноградова — Колычева

## Съёмочная группа
- Сценарий: Эсфири Бурановой, Василия Катинова при участии Алексея Яковлева
- Режиссёр-постановщик — Владимир Герасимов
- Главный оператор — Галина Пышкова
- Художник — Леонид Козлов
- Композитор — Ян Френкель
- Звукорежиссёр — Семён Литвинов
- Директор — Дмитрий Залбштейн
- Режиссёр — Анатолий Дудоров